# Mønsted Å
Mønsted Å  er en ca. 12 km lang å, der har sit udspring lige syd for  den nu tørlagte Rosborg Sø syd for Mønsted  i Viborg Kommune. Den løber først mod nord, og nord for Viborg-Holstebro-vejen mod nordvest mellem Mønsted (og Mønsted Kalkgruber) og Mønsted Plantage. Den løber sammen med Jordbro Å ved  Stoholm og fortsætter  til Hjarbæk Fjord. Den øverste, sydlige del løber gennem  Natura 2000-område nr. 37 Rosborg Sø, mens den nordlige del af ådalen  er en del af Natura 2000-område nr. 39 Mønsted og Daugbjerg Kalkgruber og Mønsted Ådal.

## Eksterne kilder og henvisninger
- Naturplan 37 Arkiveret 3. september 2012 hos  Wayback Machine på naturstyrelsen.dk
- Naturplan 39 Arkiveret 9. januar 2012 hos  Wayback Machine på naturstyrelsen.dk

|  | Denne artikel om lokaliteten Mønsted Å kan blive bedre, hvis der indsættes et (bedre) billede. Du kan hjælpe ved at afsøge Wikimedia Commons for et passende billede eller lægge et op på Wikimedia Commons med en af de tilladte licenser og indsætte det i artiklen. |

56°27′23.55″N 9°11′16.59″Ø / 56.4565417°N 9.1879417°Ø